# دریاچه ساقامو
دریاچه ساقامو (گرجی: საღამოს ტბა) دریاچه‌ای در منطقه سامتسخه-جاواختی در جنوب شرقی کشور گرجستان است. مساحت آن ۴۵۸ هکتار است. این دریاچه در شمال دریاچه ماداتپه و دریاچه بیکتی واقع شده است.